# ダムナカンタール
ダムナカンタール(damnacanthal)は、p56lckチロシンキナーゼ阻害剤として作用するアントラキノンの一つ。ヤエヤマアオキ(Morinda citrifolia)から抽出することができる。